# Хиршфелд (Хунсрик)
Хиршфелд (њем. Hirschfeld) општина је у њемачкој савезној држави Рајна-Палатинат. Једно је од 134 општинска средишта округа Рајн-Хунсрик. Према процјени из 2010. у општини је живјело 327 становника. Посједује регионалну шифру (AGS) 7140053.

## Географски и демографски подаци
Хиршфелд се налази у савезној држави Рајна-Палатинат у округу Рајн-Хунсрик. Општина се налази на надморској висини од 462 метра. Површина општине износи 5,1 km². У самом мјесту је, према процјени из 2010. године, живјело 327 становника. Просјечна густина становништва износи 64 становника/km².